# Rob Rensenbrink
Pieter Robert Rensenbrink, dit « Rob » ou « Robby », né le 3 juillet 1947 à Oostzaan (Stadsregio Amsterdam, Pays-Bas) et mort le 24 janvier 2020 dans la même ville, est un footballeur international néerlandais évoluant au poste d'ailier gauche du milieu des années 1960 au début des années 1980.
L'attaquant naît aux Pays-Bas mais c'est en Belgique qu'il effectue la très grande majorité de sa carrière et qu'il y connaît ses plus grands succès. Il évolue d'abord au Club Bruges (1969-1971) avant de rejoindre Anderlecht (1971-1980), où il est considéré comme l'un des plus grands joueurs de l'histoire du club. Il y remporte les deux premiers trophées européens d'un club belge avec les Coupes d'Europe des vainqueurs de coupe en 1976 et en 1978, ainsi que la Supercoupe d'Europe ces deux mêmes années. Avec Anderlecht, le Néerlandais est aussi champion de Belgique en 1972 et 1974, et remporte quatre Coupes de Belgique (1972, 1973, 1975 et 1976).
L'ailier gauche fait partie des rares joueurs des années 1970 à évoluer à l'étranger mais à être retenu en sélection nationale. Avec l'équipe nationale des Pays-Bas, il dispute les deux finales de la Coupe du monde en 1974 et 1978 perdues. Lors de la deuxième édition en Argentine, il termine le meilleur buteur des Pays-Bas avec cinq buts et trois passes décisives.
En 2004, Rensenbrink est nommé au FIFA 100, liste de 125 footballeurs ayant marqué leur génération établie par Pelé.

## Biographie

### Débuts à Amsterdam puis Bruges
Né à Amsterdam en 1947, Robert Rensenbrink se destine à devenir charpentier et fait ses classes au DWS Amsterdam, et débute en 1965 en senior. Il y est repéré par les deux Grands de la Eredivisie, Ajax et Feyenoord.
Robert Rensenbrink choisit pourtant de découvrir le championnat de Belgique avec le Royal FC brugeois de 1969 à 1971. 

### Neuf ans à Anderlecht
En 1971, Robby Rensenbrink rejoint le Royal Sporting Club Anderlecht. Venant du grand ennemi Club brugeois et devant remplacer Wilfried Puis, une des figures emblématiques du club, le néerlandais connaît est sifflé par le public du Sporting à ses débuts.
Rensenbrink termine co-meilleur buteur du championnat belge 1972-73, à égalité avec l’Autrichien de Saint-Trond, Alfred Riedl.
De retour de la Coupe du monde 1974, Rensenbrink est proche de rejoindre l’Ajax Amsterdam pour compenser le départ de Johan Cruyff un an plus tôt et l'arrêt de Piet Keizer comme nouveau leader offensif. Mais les négociations n’aboutissent pas et il reste à Anderlecht.
Lors de la finale de la Coupe d’Europe des vainqueurs de coupe 1976, Rensenbrink inscrit un doublé contre West Ham (victoire 4-2),. Ce sacre européen les qualifient pour la Supercoupe de l'UEFA, où le Hollandais signe un nouveau doublé au match retour contre le Bayern Munich (1-2 puis 4-1), pour un doublé européen. En fin d'année 1976, il est élu Soulier d'or belge, seulement le deuxième étranger à remporter ce trophée.
En finale de la C2 1978, il inscrit un doublé comme deux ans auparavant, dont un coup franc, contre l’Austria Vienne (4-0),,. En tant que capitaine du club bruxellois coaché par Raymond Goethals, il soulève le trophée. Avec 25 buts, il est le meilleur buteur de l'histoire de la Coupe des coupes. En Supercoupe de l'UEFA contre le Liverpool FC, il clôt le score à l’aller (3-1 et 1-2) pour un second doublé continental. Avec une nouvelle finale de Coupe du monde perdue, le Néerlandais est troisième du Ballon d'or 1978.
Rensenbrink marque un total de 200 buts en 348 matchs disputés entre 1971 et 1980 sous le maillot des Mauves. Il y devient une pièce maîtresse d'un club en pleine apogée et l'un des meilleurs joueurs du championnat belge.

### En sélection

#### Débuts timides (1968-1973)
Dans les années 1970 où les meilleurs joueurs évoluaient presque toujours dans leur pays, Robby Rensenbrink est un de seuls à être retenu en équipe nationale néerlandaise.

#### Double finaliste de Coupe du monde (1974-1978)
Retenu pour disputer le Mondial 1974 avec les Pays-Bas, Robby Rensenbrink devient titulaire au détriment de l'expérimenté Piet Keizer, au poste d’ailier gauche. Après la qualification pour la finale, Rensenbrink accompagne Johan Cruyff et le gardien Piet Shrijvers lors de la « soirée de la piscine » , avec « filles nues et champagne » comme révélé le tabloïd Bild durant le tournoi. Touché sérieusement face au Brésil (2-0), lors du dernier match du second tour, Robby Rensenbrink se dit apte à jouer et est titulaire contre la RFA. Mais l’ailier gauche court peu et laisse les Oranje jouer comme avec un joueur en moins. À la mi-temps, la RFA mène 2-1 (score final) et Rensenbrink, souffrant finalement d’une élongation à la cuisse, est remplacé par René van de Kerkhof. Une rumeur circule alors sur le fait que le joueur a cherché à disputer le match en vertu de son contrat avec Puma.  Rensenbrink déclare plus-tard : « Oui, j’avais un contrat de chaussures de plusieurs milliers de florins avec Puma. Mais ce n’est pas pour ça que je voulais jouer. Bien sûr que non ! Je voulais tout simplement jouer une finale de Coupe du monde. C’est tout ».
L'absence surprise de Johan Cruyff, leader charismatique des Oranjes, à la Coupe du monde 1978 en Argentine permet de mettre en lumière l'efficacité de Rensenbrink devant le but. Il se démarque dès le premier match en inscrivant un coup du chapeau, dont deux penalty, face à l'Iran (3-0). Lors du troisième match des Pays-Bas, l'ailier inscrit le millième but de l'histoire de la Coupe du monde,, ouvrant le score sur penalty contre l'Écosse au cours d'une défaite 2-3. Après une victoire 2-1 face à l'Italie, la sélection néerlandaise se qualifie pour la seconde fois consécutive pour le dernier carré du Mondial. Titulaire lors de la finale face à l'Argentine, Rensenbrink tire sur le poteau droit du portier argentin dans le temps additionnel alors que le score est à 1-1,. En prolongation, les Argentins l’emportent 3-1. Il se souvient : « Si ma frappe avait eu une trajectoire différente de cinq centimètres nous aurions été champions du monde. Accessoirement j'aurais été meilleur buteur et peut-être meilleur joueur du mondial en effectuant le même match. C'est pourquoi je relativise. ». Meilleur joueur des Pays-Bas avec cinq buts et trois passes décisives sur l'ensemble du tournoi, Rensenbrink termine à égalité avec le Péruvien Teófilo Cubillas et à une unité de l'Argentin Mario Kempes, sacré meilleur buteur. Il devient malgré lui le symbole de la malchance qui caractérise cette équipe néerlandaise des années 1970, révolutionnant durablement le jeu mais ne parvenant pas à décrocher le titre le plus convoité du football, et ce à deux reprises.
Rensenbrink compte au total 46 sélections pour 14 buts marqués entre 1968 et 1979.

### Fin à USA puis Toulouse
En 1978, Robby Rensenbrink achève sa carrière par deux exils, aux États-Unis et Portland, puis en France à Toulouse. 
Au Toulouse FC, Rensenbrink est recruté sur proposition d'un agent. Malgré le titre de champion de D2 1982, il dispute seulement une douzaine d'apparitions sous le maillot violet et quitte le club prématurément. Le journaliste de La Dépêche du Midi, Patrick Boudreault, raconte : « Il est parti avant la fin de saison car ça se passait très mal avec l'entraîneur. Pierre Cahuzac voulait le faire jouer ailier gauche, alors qu'il aurait voulu évoluer en dix ». Jean-Philippe Durand rejoint le TFC au même moment et se souvient : « En terme d'image, pour nous qui avions grandi avec les "Hollandais volants", le voir arriver était une grande surprise. Il était impressionnant. Mais il n'a pas eu le bon coach. Cahuzac imposait un marquage individuel aux onze joueurs et ne proposait aucune stratégie collective. Il ne l'a pas considéré comme un joueur à part. Il avait une telle qualité footballistique, une aptitude à faire jouer les autres et un pied gauche superbe, pourtant ».
Rensenbrik décède le 24 janvier 2020 dans sa ville natale d'Oostzaan, à l'âge de soixante-douze ans,, des suites d'une amyotrophie spinale,.

## Style de jeu
Robbie Rensenbrink est surnommé Het Slangenmens (L'homme-serpent ou Le contorsionniste, en néerlandais,), en référence à son jeu rapide et imprévisible. Cet ailier gauche gaucher est réputé pour ses dribbles, mais est un joueur complet : rapide, technique, vision du jeu, sens du but et altruisme de passeur décisif.

## Statistiques

### Par saison
Il marque un total de 200 buts en 348 matchs disputés entre 1971 et 1980 sous le maillot des Mauves.
| Saison                | Club                  | Championnat           | Championnat | Championnat | Coupe(s) nationale(s) | Coupe(s) nationale(s) | Supercoupe | Supercoupe | Compétition(s) continentale(s) | Compétition(s) continentale(s) | Compétition(s) continentale(s) | Pays-Bas | Pays-Bas | Total | Total |
| Saison                | Club                  | Division              | M.          | B.          | M.                    | B.                    | M.         | B.         | Comp.                          | M.                             | B.                             | M.       | B.       | M.    | B.    |
| 1965-1966             | DWS Amsterdam         | Eredivisie            | 23          | 5           | 3                     | -                     | -          | -          | -                              | -                              | -                              | -        | -        | 26    | 5     |
| 1966-1967             | DWS Amsterdam         | Eredivisie            | 29          | 4           | 2                     | -                     | -          | -          | -                              | -                              | -                              | -        | -        | 31    | 4     |
| 1967-1968             | DWS Amsterdam         | Eredivisie            | 34          | 10          | 3                     | -                     | -          | -          | -                              | -                              | -                              | 2        | -        | 39    | 10    |
| 1968-1969             | DWS Amsterdam         | Eredivisie            | 34          | 13          | 4                     | 3                     | -          | -          | -                              | -                              | -                              | 4        | -        | 42    | 16    |
| Sous-total            | Sous-total            | Sous-total            | 120         | 32          | 12                    | 3                     | -          | -          | -                              | -                              | -                              | 6        | -        | 138   | 35    |
| 1969-1970             | Royal FC brugeois     | D1                    | 27          | 11          | 6                     | 3                     | -          | -          | C3                             | 4                              | 3                              | 2        | -        | 39    | 17    |
| 1970-1971             | Royal FC brugeois     | D1                    | 28          | 12          | 2                     | 5                     | -          | -          | C2                             | 6                              | 2                              | -        | -        | 36    | 19    |
| Sous-total            | Sous-total            | Sous-total            | 55          | 23          | 8                     | 8                     | -          | -          | -                              | 10                             | 5                              | 2        | -        | 75    | 36    |
| 1971-1972             | RSC Anderlecht        | D1                    | 30          | 15          | 6                     | 8                     | -          | -          | C3                             | 2                              | -                              | -        | -        | 38    | 23    |
| 1972-1973             | RSC Anderlecht        | D1                    | 23          | 16          | 5                     | 3                     | -          | -          | C1                             | 4                              | 4                              | -        | -        | 32    | 23    |
| 1973-1974             | RSC Anderlecht        | D1                    | 29          | 20          | 3                     | 2                     | -          | -          | C2                             | 2                              | 3                              | 11       | 2        | 45    | 27    |
| 1974-1975             | RSC Anderlecht        | D1                    | 35          | 19          | 6                     | 2                     | -          | -          | C1                             | 6                              | 3                              | 4        | 2        | 51    | 26    |
| 1975-1976             | RSC Anderlecht        | D1                    | 35          | 23          | 6                     | 4                     | -          | -          | C2                             | 9                              | 8                              | 4        | 3        | 54    | 38    |
| 1976-1977             | RSC Anderlecht        | D1                    | 34          | 15          | 5                     | 3                     | 2          | 2          | C2                             | 9                              | 7                              | 4        | -        | 54    | 27    |
| 1977-1978             | RSC Anderlecht        | D1                    | 24          | 18          | 3                     | -                     | -          | -          | C2                             | 7                              | 5                              | 10       | 6        | 44    | 29    |
| 1978-1979             | RSC Anderlecht        | D1                    | 31          | 12          | 4                     | 4                     | 2          | 1          | C3                             | 2                              | -                              | 5        | 1        | 44    | 18    |
| 1979-1980             | RSC Anderlecht        | D1                    | 19          | 3           | 4                     | -                     | -          | -          | C3                             | 1                              | -                              | -        | -        | 24    | 3     |
| Sous-total            | Sous-total            | Sous-total            | 260         | 141         | 42                    | 26                    | 4          | 3          | -                              | 42                             | 30                             | 38       | 14       | 386   | 214   |
| 1980                  | Portland Timbers      | NASL                  | 18          | 6           | -                     | -                     | -          | -          | -                              | -                              | -                              | -        | -        | 18    | 6     |
| 1981-1982             | Toulouse FC           | D2                    | 12          | 1           | -                     | -                     | -          | -          | -                              | -                              | -                              | -        | -        | 12    | 1     |
| Total sur la carrière | Total sur la carrière | Total sur la carrière | 465         | 203         | 62                    | 37                    | 4          | 3          | -                              | 52                             | 35                             | 46       | 14       | 629   | 292   |

### Buts internationaux
| Buts en sélection de Robert Rensenbrink | Buts en sélection de Robert Rensenbrink | Buts en sélection de Robert Rensenbrink          | Buts en sélection de Robert Rensenbrink | Buts en sélection de Robert Rensenbrink | Buts en sélection de Robert Rensenbrink | Buts en sélection de Robert Rensenbrink    |
| #                                       | Date                                    | Lieu                                             | Adversaire                              | Score                                   | Résultats                               | Compétitions                               |
| --------------------------------------- | --------------------------------------- | ------------------------------------------------ | --------------------------------------- | --------------------------------------- | --------------------------------------- | ------------------------------------------ |
| 1                                       | 26 mai 1974                             | Stade olympique d'Amsterdam, Amsterdam, Pays-Bas | Argentine                               | 2-1                                     | 4-2                                     | Match amical                               |
| 2                                       | 30 juin 1974                            | Parkstadion, Gelsenkirchen, Allemagne de l'Ouest | Allemagne de l'Est                      | 2-0                                     | 2-0                                     | Coupe du monde 1974                        |
| 3                                       | 4 septembre 1974                        | Råsunda, Solna, Suède                            | Suède                                   | 3-0                                     | 5-1                                     | Match amical                               |
| 4                                       | 20 novembre 1974                        | De Kuip, Rotterdam, Pays-Bas                     | Italie                                  | 1-1                                     | 3-1                                     | Éliminatoires du Championnat d'Europe 1976 |
| 5                                       | 25 avril 1976                           | De Kuip, Rotterdam, Pays-Bas                     | Belgique                                | 2-0                                     | 5-0                                     | Éliminatoires du Championnat d'Europe 1976 |
| 6                                       | 25 avril 1976                           | De Kuip, Rotterdam, Pays-Bas                     | Belgique                                | 3-0                                     | 5-0                                     | Éliminatoires du Championnat d'Europe 1976 |
| 7                                       | 25 avril 1976                           | De Kuip, Rotterdam, Pays-Bas                     | Belgique                                | 5-0                                     | 5-0                                     | Éliminatoires du Championnat d'Europe 1976 |
| 8                                       | 22 février 1978                         | Bloomfield Stadium, Tel Aviv-Jaffa, Israël       | Israël                                  | 1-1                                     | 2-1                                     | Match amical                               |
| 9                                       | 3 juin 1978                             | Estadio Ciudad de Mendoza, Mendoza, Argentine    | Iran                                    | 1-0                                     | 3-0                                     | Coupe du monde 1978                        |
| 10                                      | 3 juin 1978                             | Estadio Ciudad de Mendoza, Mendoza, Argentine    | Iran                                    | 2-0                                     | 3-0                                     | Coupe du monde 1978                        |
| 11                                      | 3 juin 1978                             | Estadio Ciudad de Mendoza, Mendoza, Argentine    | Iran                                    | 3-0                                     | 3-0                                     | Coupe du monde 1978                        |
| 12                                      | 11 juin 1978                            | Estadio Ciudad de Mendoza, Mendoza, Argentine    | Écosse                                  | 1-0                                     | 2-3                                     | Coupe du monde 1978                        |
| 13                                      | 14 juin 1978                            | Estadio Ciudad de Mendoza, Mendoza, Argentine    | Autriche                                | 2-0                                     | 5-1                                     | Coupe du monde 1978                        |
| 14                                      | 20 septembre 1978                       | Stadion de Goffert, Nimègue, Pays-Bas            | Islande                                 | 3-0                                     | 3-0                                     | Éliminatoires du Championnat d'Europe 1980 |

## Palmarès

### Titres et trophées collectifs
Avec le RSC Anderlecht, Rensenbrink est double champion de Belgique (1972 et 1974), quadruple vainqueur de la Coupe de Belgique (1972, 1973, 1975 et 1976) et surtout remporte à deux reprises la Coupe d'Europe des vainqueurs de coupe (1976 et 1978) et la Supercoupe d'Europe ces deux mêmes années (1976 et 1978),.
| Continental | Championnats nationaux | Coupes nationales |
| --- | --- | --- |
| - Supercoupe de l'UEFA (2) - Vainqueur : 1976 et 1978 (Anderlecht) - Coupe d'Europe des vainqueurs de coupe (2) - Vainqueur : 1976 et 1978 (Anderlecht) - Finaliste : 1977 (Anderlecht) | - Championnat de Belgique (2) - Champion : 1972 et 1974 (Anderlecht) - Vice-champion : 1970 et 1971 (Royal FC brugeois), 1976, 1977, 1978 et 1979 (Anderlecht) - Championnat de France de Division 2 (1) - Champion : 1982 (Toulouse FC) | - Coupe de Belgique (5) - Vainqueur : 1970 (Royal FC brugeois), 1972, 1973, 1975 et 1976 (Anderlecht) - Finaliste : 1977 (Anderlecht) - Coupe de la Ligue Pro (2) - Vainqueur : 1973 et 1974 (Anderlecht) - Finaliste : 1975 (Anderlecht) |

### Distinctions individuelles
En 1976, après son doublé européen Coupe des coupes-Supercoupe et la troisième place de l'Euro, Rensenbrink termine deuxième du Ballon d'or derrière Franz Beckenbauer. Deux ans plus tard et un nouveau doublé collectif européen en club et une finale de Coupe du monde, le Hollandais est élu en troisième position du Ballon d'or 1978, derrière Keegan et Krankl,.
Rensenbrink est le meilleur buteur de l’histoire de la Coupe d'Europe des vainqueurs de coupe avec 25 buts,.
Au niveau national, il est co-meilleur buteur du championnat de Belgique en 1973, à égalité avec l’Autrichien de Saint-Trond, Alfred Riedl (16 buts). Trois ans plus tard, il est élu Soulier d'or belge, devenant seulement le deuxième étranger à remporter ce trophée juste après son compatriote Johan Boskamp l'année précédente.
Sur le plan individuel, Rensenbrink finit co-meilleur buteur du championnat belge en 1973 et sacré meilleur joueur en 1976.
- Meilleur buteur de la Coupe d'Europe des Vainqueurs de Coupe en 1976 (8 buts)
- Meilleur passeur de la Coupe du Monde en 1978
- Élu Onze d'Or en 1976
- Élu Onze de Bronze par le magazine Onze en 1978 et en 1979
- Élu en 2007, par un jury d'anciens entraîneurs, meilleur joueur étranger ayant joué dans le championnat de Belgique de football
- Élu en 2008, à l'occasion du centenaire du club, meilleur joueur de l'histoire du Royal Sporting Club Anderlecht (devant Paul Van Himst)